# Funcție rațională
În matematică o funcție rațională este orice funcție numerică care poate fi definită printr-o fracție rațională, care este o fracție algebrică în care atât numărătorul, cât și numitorul sunt polinoame. Coeficienții polinoamelor nu trebuie să fie neapărat numere raționale, aceștia putând fi din orice corp K. În acest caz, se vorbește despre o funcție rațională și o fracție rațională peste K. Valorile variabilelor pot fi din orice corp L care-l conține pe K. Apoi, domeniul funcției este mulțimea valorilor variabilelor pentru care numitorul nu este nul, iar codomeniul este L.
Mulțimea funcțiilor raționale peste corpul K este un corp, corpul fracțiilor inelului funcțiilor polinomiale peste K.

## Definiții
O funcție {\displaystyle f} se numește funcție rațională dacă poate fi scrisă sub forma unui raport
{\displaystyle f(x)={\frac {P(x)}{Q(x)}},}
unde {\displaystyle P} și {\displaystyle Q} sunt funcții polinomiale, iar {\displaystyle Q} nu este polinomul nul. Domeniul de definiție al funcției {\displaystyle f} este mulțimea tuturor valorilor variabilei {\displaystyle x} pentru care numitorul {\displaystyle Q(x)} nu este nul.
Totuși, dacă {\displaystyle \textstyle P} și {\displaystyle \textstyle Q} au cel mai mare divizor comun polinomul neconstant {\displaystyle \textstyle R}, atunci punând {\displaystyle \textstyle P=P_{1}R} și {\displaystyle \textstyle Q=Q_{1}R} se obține o funcție rațională
{\displaystyle f_{1}(x)={\frac {P_{1}(x)}{Q_{1}(x)}},}
care poate avea domeniul de definiție mai mare ca domeniul de definiție al lui {\displaystyle f} și este egală cu {\displaystyle f(x)} pe domeniul de definiție al lui {\displaystyle f.} Se obișnuiește să se identifice {\displaystyle f} cu {\displaystyle f_{1}}, adică să se extindă "prin continuitate" domeniul lui {\displaystyle f} la cel al {\displaystyle f_{1}.} Se poate defini o fracție rațională ca o clasă de echivalență a fracțiilor de polinoame, unde două fracții {\displaystyle {\frac {A(x)}{B(x)}}} și {\displaystyle {\frac {C(x)}{D(x)}}} sunt considerate echivalente dacă {\displaystyle A(x)D(x)=B(x)C(x)}. În acest caz {\displaystyle {\frac {P(x)}{Q(x)}}} este echivalentă cu {\displaystyle {\frac {P_{1}(x)}{Q_{1}(x)}}.}
O funcție rațională proprie este o funcție rațională în care {\displaystyle P} și {\displaystyle Q} sunt polinoame reale, iar gradul lui {\displaystyle P} este mai mic decât gradul lui {\displaystyle Q.}
O funcție rațională {\displaystyle f} se numește funcție rațională simplă dacă are una din formele:
1. {\displaystyle f(x)=a_{n}x^{n}+a_{n-1}x^{n-1}+\ldots +a_{1}x+a_{0},} cu {\displaystyle a_{i}\in \mathbb {R} } pentru {\displaystyle i={\overline {0,n}}};
2. {\displaystyle f(x)={\frac {A}{(x-a)^{n}}},} unde {\displaystyle n\in \mathbb {N} ^{*}} și {\displaystyle A\in \mathbb {R} };
3. {\displaystyle f(x)={\frac {Bx+C}{(ax^{2}+bx+c)^{n}}},} unde {\displaystyle n\in \mathbb {N} ^{*},} {\displaystyle a,b,c,B,C\in \mathbb {R} } și {\displaystyle b^{2}-4ac<0.}[3][4]

### Grad
Există mai multe definiții neechivalente ale gradului unei funcții raționale.
De obicei gradul unei funcții raționale este cel mai mare dintre gradele polinoamelor sale constitutive P și Q, după reducerea fracției. Dacă gradul f este d, atunci ecuația
{\displaystyle f(z)=w\,}
are d soluții distincte în z cu excepția câtorva valori ale w, valori critice, unde coincid unele soluții sau sunt eliminate (la infinit) (asta se întâmplă când funcția se poate simplifica cu numitorul). 
În cazul coeficienților complecși, o funcție rațională de gradul întâi este o transformare Möbius.
Gradul graficului unei funcții raționale nu este gradul definit mai sus, ci este cea mai mare valoare dintre gradul numărătorului și gradul numitorului mărit cu unu.
În unele contexte, cum ar fi în analiza asimptotică, gradul unei funcții raționale este diferența dintre gradele numărătorului și numitorului.
În analiza și sinteza rețelelor o funcție rațională de gradul doi (adică raportul a două polinoame de grad cel mult doi) se numește adesea o funcție bipătrată.

## Exemple
Funcția rațională 
{\displaystyle f(x)={\frac {x^{3}-2x}{2(x^{2}-5)}}}
nu este definită în
{\displaystyle x^{2}=5\iff x=\pm {\sqrt {5}}.}
Ea tinde asimptotic spre {\displaystyle {\tfrac {x}{2}}} când {\displaystyle x\to \infty .}
Funcția rațională 
{\displaystyle f(x)={\frac {x^{2}+2}{x^{2}+1}}}
este definită pentru toate numerele reale, dar nu și pentru toate numerelor complexe, deoarece dacă x ar fi o rădăcină pătrată a lui {\displaystyle -1} (ex. ±i), atunci, fomat, calculul poate duce la împărțirea cu zero
{\displaystyle f(i)={\frac {i^{2}+2}{i^{2}+1}}={\frac {-1+2}{-1+1}}={\frac {1}{0}},}
operație nedefinită.
O funcție constantă, cum ar fi {\displaystyle f(x)=\pi } este o funcție rațională, deoarece constantele sunt polinoame. Funcția în sine este rațională chiar dacă valoarea f(x) este irațională pentru toți x.
Toate funcțiile polinomiale {\displaystyle f(x)=P(x)} sunt funcții raționale cu {\displaystyle Q(x)=1.} O funcție care nu poate fi scrisă în această formă, cum ar fi {\displaystyle f(x)=\sin(x),} nu este o funcție rațională. Însă adjectivul "irațional" nu este folosit pentru funcții.
Funcția rațională {\displaystyle f(x)={\tfrac {x}{x}}} este 1 pentru orice x cu excepția lui 0. Suma, produsul sau câtul (cu excepția împărțirii cu un polinom nul) a două funcții raționale este ea însăși o funcție rațională. Totuși, procesul de reducere la forma standard poate duce involuntar la eliminarea unor astfel de singularități, cu excepția cazului în care aceasta se face cu atenție. Utilizarea definiției funcțiilor raționale drept clase de echivalență se învârte în jurul acesteia, deoarece x/x este echivalent cu 1/1.

## Serii Taylor
Coeficienții unei serii Taylor a oricărei funcții raționale satisfac o  relație de recurență liniară, care poate fi aflată prin egalarea funcției raționale cu o serie Taylor cu coeficienți nedeterminați și gruparea termenilor după eliminarea numitorului.
De exemplu,
{\displaystyle {\frac {1}{x^{2}-x+2}}=\sum _{k=0}^{\infty }a_{k}x^{k}.}
Înmulțind cu numitorul și dezvoltând,
{\displaystyle 1=(x^{2}-x+2)\sum _{k=0}^{\infty }a_{k}x^{k}}
{\displaystyle 1=\sum _{k=0}^{\infty }a_{k}x^{k+2}-\sum _{k=0}^{\infty }a_{k}x^{k+1}+2\sum _{k=0}^{\infty }a_{k}x^{k}.}
După ajustarea indicilor sumei puterilor lui x se obține
{\displaystyle 1=\sum _{k=2}^{\infty }a_{k-2}x^{k}-\sum _{k=1}^{\infty }a_{k-1}x^{k}+2\sum _{k=0}^{\infty }a_{k}x^{k}.}
Adunând termenii asemenea se obține
{\displaystyle 1=2a_{0}+(2a_{1}-a_{0})x+\sum _{k=2}^{\infty }(a_{k-2}-a_{k-1}+2a_{k})x^{k}.}
Deoarece acest lucru este valabil pentru toate x din raza de convergență a seriei originale Taylor, calculul merge după cum urmează. Deoarece termenul constant din stânga trebuie să fie egal cu termenul constant din dreapta, rezultă că
{\displaystyle a_{0}={\frac {1}{2}}.}
Apoi, din moment ce nu există puteri ale lui x în stânga, toți coeficienții din dreapta trebuie să fie zero, din care rezultă că
{\displaystyle a_{1}={\frac {1}{4}}}
{\displaystyle a_{k}={\frac {1}{2}}(a_{k-1}-a_{k-2})\quad {\text{pentru}}\ k\geq 2.}
Invers, orice secvență care satisface o recurență liniară determină o funcție rațională atunci când este utilizată drept coeficienți ai unei serii Taylor. Acest lucru este util în rezolvarea unor astfel de recurențe, deoarece folosind descompunerea în fracții simple orice funcție rațională proprie se poate scrie ca o sumă de factori de forma {\displaystyle 1/(ax+b)} și dezvolta ca o serie geometrică, oferind o formulă explicită pentru coeficienții Taylor; aceasta este metoda generării funcției.

## Algebra abstractă și noțiunile geometrice
În algebra abstractă conceptul de polinom este extins pentru a include expresii formale în care coeficienții polinomului pot fi preluați din orice corp. În această abordare, Fiind dat un corp F și fie X o expresie rațională nedeterminată, element din corpul fracțiilor inelului polinomial F[X]. Orice expresie rațională poate fi scrisă ca un cât a două polinoame P / Q cu Q ≠ 0, deși această reprezentare nu este unică. P / Q este echivalent cu R / S pentru polinoamele P, Q, R și S când {\displaystyle PS=QR.} Însă din moment ce F[X] este un inel factorial, există o reprezentare unică pentru orice expresie rațională P / Q cu P și Q având cel mai mic grad și Q fiind un polinom monic (unitar). Acest lucru este similar cu modul în care o fracție de numere întregi poate fi întotdeauna scrisă în mod unic cu numere mai mici prin reducerea factorilor comuni.
Corpul expresiilor raționale este notat K(X). Acest corp este generat peste F de (elementul transcendent) X, deoarece K(X) nu conține niciun subcorp propriu care conține atât F, cât și elementul X.

### Funcții raționale complexe

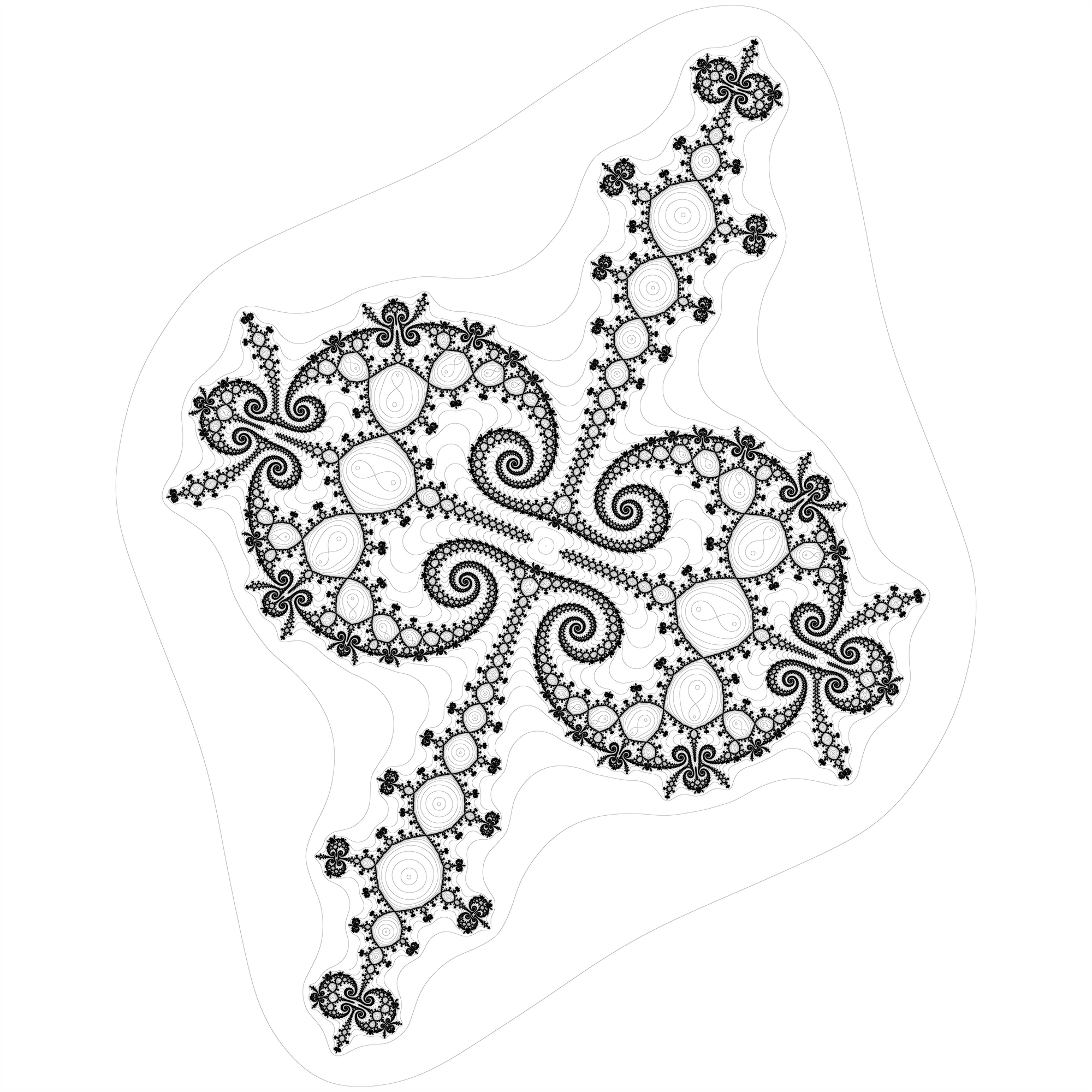
Mulțime Julia pentru

În analiza complexă o funcție rațională
{\displaystyle f(z)={\frac {P(z)}{Q(z)}}}
este raportul dintre două polinoame cu coeficienți complecși, unde Q nu este nul iar P și Q nu au factori comuni (asta evită cazul ca f să aibă valoarea nedeterminată 0/0).
Domeniul lui f este mulțimea numerelor complexe astfel încât {\displaystyle Q(z)\neq 0,} iar codomeniul său este mulțimea numerelor complexe w astfel încât {\displaystyle P(z)\neq wQ(z).}
Orice funcție rațională poate fi extinsă în mod natural la o funcție al cărei domeniu și codomeniu sunt întreaga sferă Riemann (dreapta proiectivă complexă). Iterarea funcțiilor raționale (aplicații) pe sfera Riemann creează sisteme dinamice discrete.
Funcțiile raționale sunt exemple reprezentative ale funcțiilor meromorfe.

### Noțiunea de funcție rațională pe o varietate algebrică
Ca și funcțiile polinomiale, expresiile raționale pot fi și ele generalizate la n: X1, ... , Xn nedeterminate în corpul fracțiilor F[X1, ... , Xn], notate cu F(X1, ... , Xn).
O versiune extinsă a ideii abstracte de funcție rațională este utilizată în geometria algebrică. Acolo corpul funcțiilor varietății algebrice V este format din corpul fracțiilor din varietățile afine al lui V (mai exact spus, al mulțimii Zariski deschise dense din V). Elementele sale "f" sunt considerate funcții regulate în sensul geometriei algebrice pe mulțimile deschise nevide U și pot fi, de asemenea, văzute ca morfisme la dreapta proiectivă.

## Aplicații
Funcțiile raționale sunt utilizate în analiza numerică pentru interpolarea și aproximarea funcțiilor, de exemplu aproximarea Padé introdusă de Henri Padé. Aproximările funcțiilor raționale sunt potrivite pentru software numerice. La fel ca polinoamele, ele pot fi evaluate direct și pot aborda probleme mai diverse decât polinoamele.
Funcțiile raționale sunt utilizate pentru aproximarea sau modelarea ecuațiilor mai complexe din știință și tehnică, inclusiv câmpuri și forțe în fizică, spectroscopie în chimia analitică și chimie fizică, cinetica enzimatică în biochimie, circuite electrice, aerodinamică, concentrații medicamentoase in vivo, funcții de undă pentru atomi și molecule, optică și fotografie pentru a îmbunătăți rezoluția imaginii și sunete în acustică.
În procesarea semnalelor se folosește transformata Laplace (pentru sistemele în timp continuu) sau transformata Z (pentru sistemele în timp discret) ale răspunsului la impuls ale celor mai utilizate sistemelor liniare invariante în timp (filtre) cu răspuns infinit la impuls sunt funcții raționale în numere complexe.